# Gliedertaxe
Die sogenannte Gliedertaxe dient zum Beurteilen des Invaliditätsgrades in der privaten Unfallversicherung.

## Grade

### Normale Gliedertaxe
Invaliditätsgrad bei Verlust oder vollständiger Funktionsunfähigkeit:
- eines Armes im Schultergelenk 70 %
- eines Armes bis oberhalb des Ellenbogengelenks 65 %
- eines Armes bis unterhalb des Ellenbogengelenks 60 %
- einer Hand im Handgelenk 55 %
- eines Daumens 20 %
- eines Zeigefingers 10 %
- eines anderen Fingers 5 %
- eines Beines über der Mitte des Oberschenkels 70 %
- eines Beines bis zur Mitte des Oberschenkels 60 %
- eines Beines bis unterhalb des Knies 50 %
- eines Beines bis zur Mitte des Unterschenkels 45 %
- eines Fußes im Fußgelenk 40 %
- einer großen Zehe 5 %
- einer anderen Zehe 2 %
- eines Auges 50 %
- des Gehörs auf einem Ohr 30 %
- des Geruchs 10 %
- des Geschmacks 5 %[2]

### Gliedertaxe für Heilberufe
Für Angehörige eines Heilberufes lässt sich eine besondere Gliedertaxe vereinbaren. Dies ist wie folgt gestaffelt:
Invaliditätsgrad bei Verlust oder vollständiger Funktionsunfähigkeit:
- eines Armes oder einer Hand im Handgelenk 100 %
- eines Daumens oder eines Zeigefingers 60 %
- eines anderen Fingers 20 %
- eines Beines oder eines Fußes 70 %
- einer großen Zehe 8 %
- einer anderen Zehe 3 %
- eines Auges 80 %
- des Gehörs auf beiden Ohren 70 %

## Auswirkungen auf die Leistung der Unfallversicherung
Wenn die Funktion eines Körperteils nur teilweise eingeschränkt ist, dann wird der entsprechende Anteil des Prozentsatzes als Invalidität angenommen.
Sind mehrere Körperteile betroffen, so werden die Prozentsätze addiert. Allerdings kann die Summe niemals 100 % übersteigen.
Entsprechend dem Prozentsatz der Gliedertaxe leistet dann die Unfallversicherung. Bei einer Invaliditätssumme von 100.000,-- Euro und dem Verlust eines Daumens (20 %) würden also 20.000,-- Euro Entschädigung gezahlt werden.
Das allerdings nur bei Vernachlässigung der Gebrauchsminderung bzw. bei einer 100%igen Gebrauchsminderung.
Diese wird individuell von einem Arzt festgestellt.
Um beim oben erwähnten Beispiel zu bleiben, würden bei einer Gebrauchsminderung von 3/10 von den 20.000,- Euro nur 30 %, also nur 6.000,- Euro ausgezahlt.